# 愈合小藤壶属
愈合小藤壶属（学名：Nesochthamalus）为小藤壶科的一个属。

## 下级分类
本属包括以下物种：
- 齿底小藤壶 Nesochthamalus intertextus (Darwin, 1854)